# CBC TV 8
CBC TV 8 è un'emittente televisiva nazionale pubblica di Barbados.
Gli studi televisivi di CBC TV 8 sono a Pine Hill, Saint Michael.
È membro della Caribbean Broadcasting Union.

## Principali programmi
- Book Talk
- Mornin' Barbados
- Time to Sing
- Febbre d'amore
- Beautiful